# Карлен
Карлен (фр. Carling) — коммуна во французском департаменте Мозель региона Лотарингия. Относится к кантону Сент-Авольд.

## География

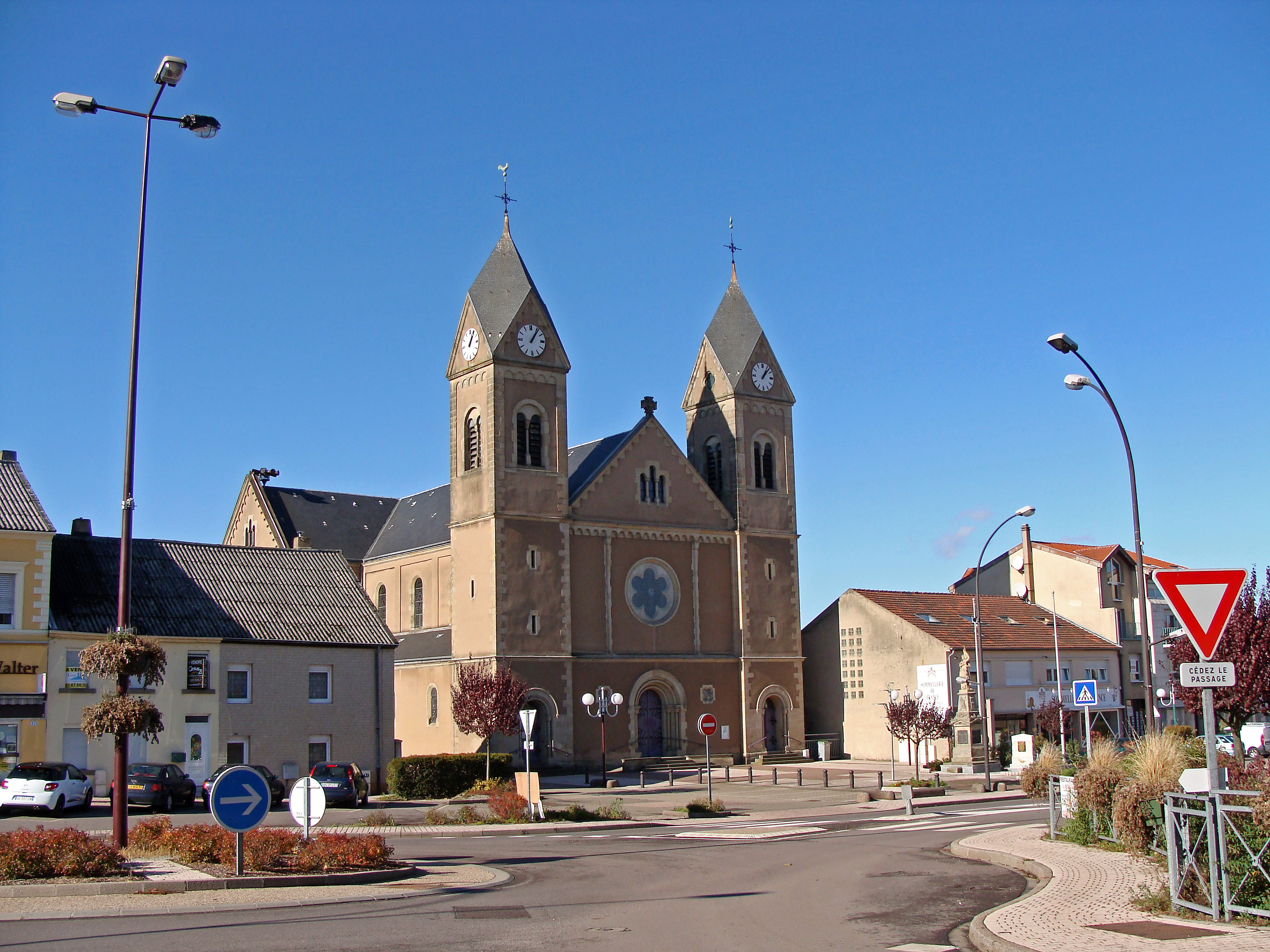
Церковь Сен-Жерар-де-Мажелла

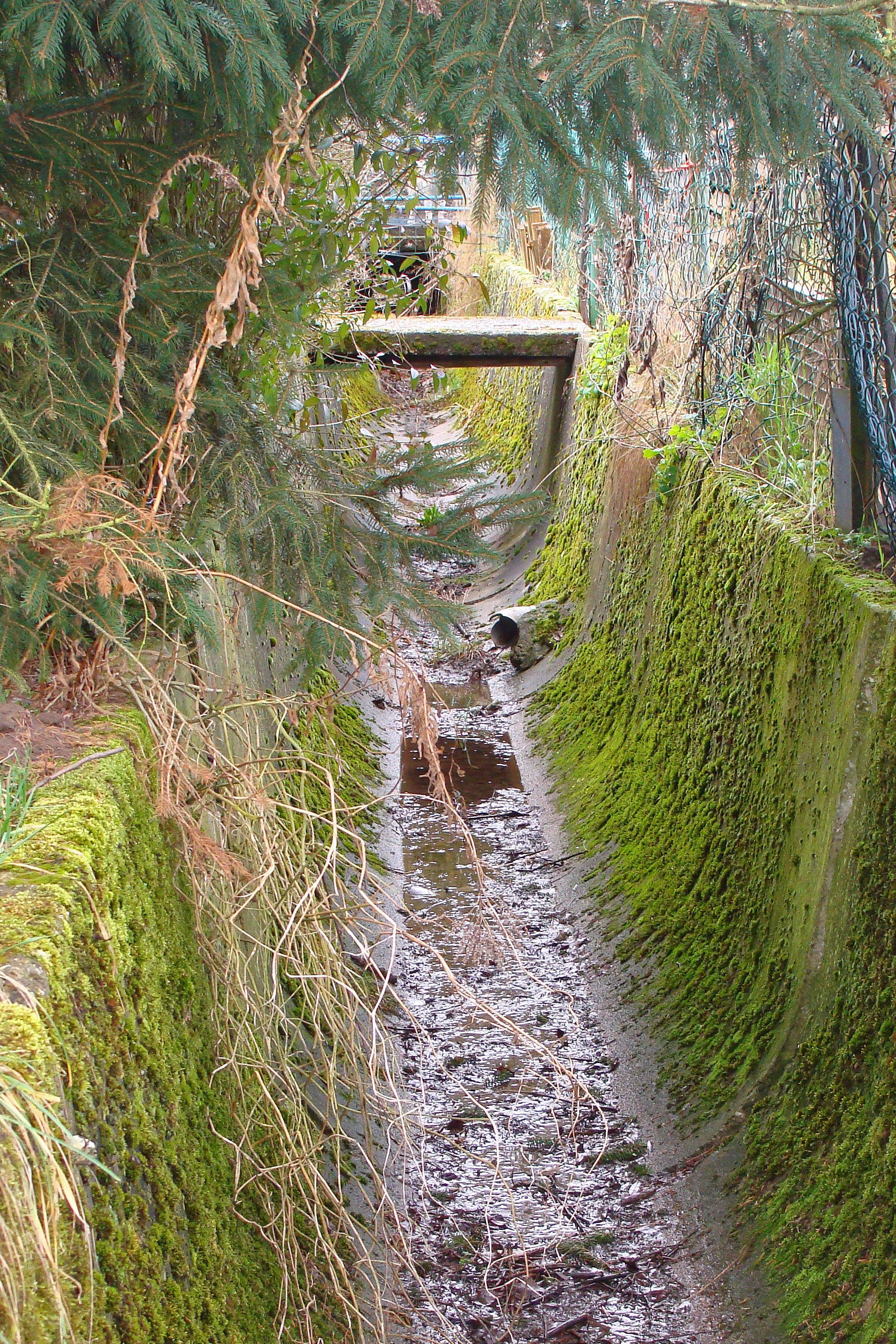
Лотербак в Карлене

Карлен был основан графом Карлом Людвигом Нассау-Саарбрюккенским и был назван тогда в его честь Карлингом. Город расположен в 320 км к востоку от Парижа, в 40 км к востоку от Меца и в 7 км к северо-востоку от Сент-Авольда. Город расположен в природном лесном массиве Варндт. Через Карлен протекает небольшая речка Лотербак, впадающая в Россель, частично канализированная на территории коммуны.

## История
- Римская дорога из Меца проходила недалеко от Карлена. Здесь обнаружен галло-романский некрополь.
- Основан в 1714 году графом Саарбрюккена под названием Karlingen.
- В 1767 году французский король Людовик XV присоединил Карлен к баронату Иберхерн.
- В 1855 году начался процесс индустриализации и развития угледобывающей промышленности. Шахта Сен-Макс стала одной из первых угледобывающих шахт в Лотарингском угольном бассейне.
- После поражения Франции во франко-прусской войне 1870—1871 годов вместе с Эльзасом и департаментом Мозель был передан Германии по Франкфуртскому миру и вновь стал называться Карлинген.
- Был возвращён Францией после Первой мировой воины по Версальскому мирному договору в 1918 году.
- Коммуна стояла на линии Мажино. В начале Второй мировой войны Карлен был полностью эвакуирован перед тем, как Франция объявила войну нацистской Германии.

## Демография
По переписи 2011 года в коммуне проживало 566 человек.

## Достопримечательности
- Дирекция шахты Сен-Макс, ныне мэрия Карлена.
- Церковь Сен-Жерар-де-Мажелла (1906—1908).